# Movimiento Operation Move-In
El movimiento Operation Move-In fue un movimiento pro derechos de la vivienda y ocupaciones ilegales de la década de los 70.  El movimiento consistió en varias organizaciones comunitarias y de lucha contra la pobreza en la ciudad de Nueva York, incluida la organización Consejo Metropolitano de Vivienda. Fue un ejemplo temprano del activismo okupa de la ciudad de Nueva York, que se fortaleció en la década de los 80 y ayudó a la sociedad a tomar conciencia sobre los derechos de los inquilinos.
El movimiento consistió principalmente en activistas afroamericanos y latinos que se oponían al desalojo de la clase trabajadora y de los inquilinos pobres de sus hogares. Estos desalojos se estaban produciendo debido al proceso de gentrificación que se estaba dando en el barrio de Manhattan. En respuesta, el movimiento organizó una toma coordinada de nueve edificios vacíos en el verano de 1970. Los edificios estaban programados para su demolición y estaban ubicados en las calles Novena Avenida (Columbus Avenue) y West 80th Street. A esto siguió la toma coordinada de los edificios en Morningside Heights, que se habían reservado para el desarrollo privado. Los activistas afirmaron que tenían derecho a ocupar las propiedades y que podían identificar mejor cómo usar los espacios que las entidades gubernamentales o comerciales. También exigieron que se designaran más pisos para residentes de bajos ingresos los edificios nuevos de gran altura . 
El movimiento por los derechos de los okupas impulsó otras organizaciones de izquierdas pro derechos de los migrantes como la llamada El comité-MINP.
Algunos de los espacios reclamados por los activistas de Operation Move-In se transformaron en cooperativas de personas con bajos ingresos en la década de los 80, promulgadas a través del programa público Tenant Interim Lease Program (Programa de Arrendamiento Interino para Inquilinos).
1. 1 2 3  Muzio, Rose (2009). «El Comité History». Centro Journal, vol. XXI, núm. 2: 109-141. Consultado el 21 de abril de 2121.
2. ↑  Asbury, Edith Evans (22 de julio de 1970). «Squatter Movement Grows As Housing Protest Tactic» (en inglés estadounidense). ISSN 0362-4331. Consultado el 14 de noviembre de 2019.
3. ↑  «Grassroots Political Action of the '70s and '80s». Met Council on Housing (en inglés estadounidense). Consultado el 14 de noviembre de 2019.
4. ↑  «No Rent for Rats». jacobinmag.com (en inglés estadounidense). Consultado el 14 de noviembre de 2019.
5. ↑  Sisson, Patrick (2 de mayo de 2017). «A history of squatting». Curbed (en inglés). Consultado el 14 de noviembre de 2019.
6. 1 2  «"The scythe of progress must move northward”: Urban Renewal on the Upper West Side». Urban Omnibus (en inglés estadounidense). 10 de junio de 2015. Consultado el 21 de abril de 2021.

- Datos: Q85851565